# Hilfswilliger

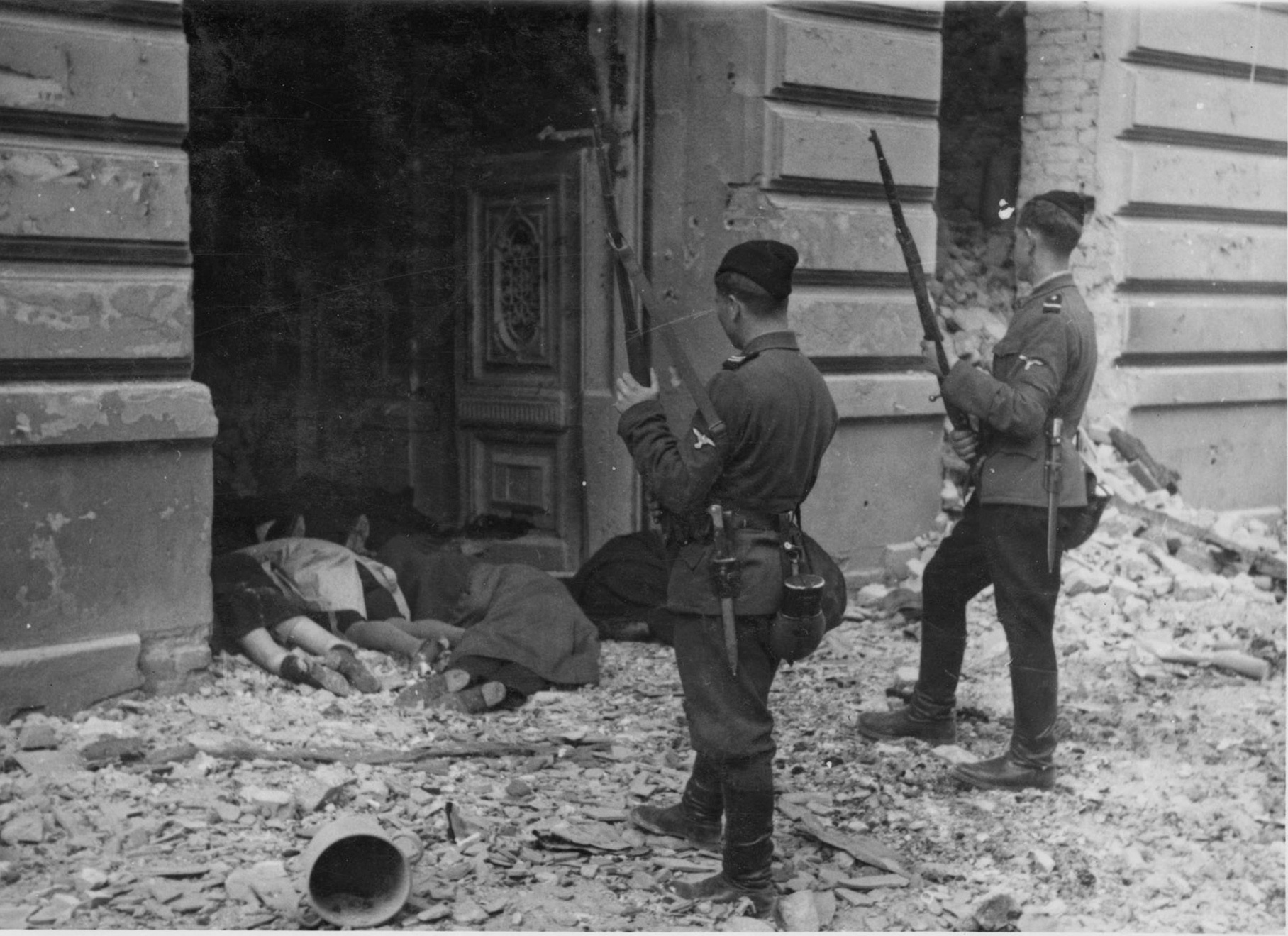
Příslušníci SS z Trawniki a mrtví Židé ve vchodu domu ve varšavském ghettu. Foto ze zprávy Jürgena Stroopa, květen 1943.

Hilfswilliger, zkráceně Hiwi, byli dobrovolníci sloužící ve Wehrmachtu nebo SS, kteří byli rekrutování z řad obyvatel z Německem okupovaných území Východní Evropy, resp. Sovětského svazu v době druhé světové války.
Adolf Hitler neochotně souhlasil s povolením náboru sovětských občanů do týlových oblastí během operace Barbarossa. Během krátké doby bylo mnoho z nich přesunuto k bojovým jednotkám.
Na konci roku 1942 tvořili tito dobrovoníci 50 procent 134 pěší divize 2. tankové armády, zatímco 6. armáda v bitvě u Stalingradu jimi byla tvořena z 25 procent. Do roku 1944 jejich počet vzrostl na 600 000. Byli rekrutování sovětští muži i ženy. Veteráni z řad Hiwi byli prakticky k nerozeznání od pravidelných německých jednotek a často sloužili v počtech celé roty.
V období od září 1941 do července 1944 zaměstnávala SS tisíce pomocných policistů rekrutovaných jako Hiwi přímo ze sovětských zajateckých táborů. Po výcviku byli nasazeni do služby u nacistického Německa v Generálním gouvernementu a na okupovaném východě.
V jednom případě německá SS a policie před koncem roku 1944 povolala a vycvičila 5 082 strážců Hiwi v divizi výcvikového tábora SS koncentračního tábora Trawniki zřízené u stejnojmenné vesnice jihovýchodně od Lublinu. Byli známí jako „muži z Trawniki“ (německy Trawnikimänner) a šlo o bývalé občany Sovětského svazu, většinou Ukrajince. Byli posílání na všechna hlavní vražedná místa „Konečného řešení“, což byl jejich primární účel výcviku. Aktivně se podíleli na popravách Židů v Bełżci, Sobiboru, Treblince II, Varšavě (třikrát), Čenstochové, Lublinu, Lvově, Radomu, Krakově, Bělostoku (dvakrát), Majdanku i Osvětimi a samotných Trawniki.
Pojem „Hiwi“ získal během druhé světové války zcela negativní význam, když vstoupil do několika dalších jazyků ve vztahu k jednotkám Ostlegionen, stejně jako dobrovolníci rekrutovaní z okupovaných území ke službě pro řadu rolí, včetně praktických střeleckých akcí a strážních povinností ve vyhlazovacích táborech nad rámec pravidelné vojenské služby, řidiči, kuchaři, ošetřovatelé v nemocnicích, k přepravě munice, poslové, ženisté atd.
V kontextu druhé světové války má tento výraz jasné konotace kolaborace a v případě okupovaných sovětských území také antibolševismu (takto Němci široce prezentovaného).
Německý historik Werner Röhr popisuje mnoho různých důvodů, proč se sovětští občané přihlásili. Tvrdí, že na tuto otázku je třeba nahlížet především s ohledem na německou politiku Vernichtungskrieg (vyhlazovací válka). Například dobrovolnictví umožnilo sovětským válečným zajatcům dostat se z barbarského německého systému zajateckých táborů, což jim dalo mnohem větší šanci na přežití. Během druhé světové války se nacistické Německo angažovalo v politice úmyslného trýznění sovětských válečných zajatců, na rozdíl od zacházení s britskými nebo americkými válečnými zajatci. To mělo za následek přibližně 3,3 až 3,5 milionu úmrtí, neboli 57 % všech sovětských válečných zajatců. Proto je velmi obtížné rozlišovat mezi skutečnou touhou dobrovolnictví a zdánlivým dobrovolnictvím v naději na lepší šanci přežit válku.
Jeden ze zajatých dobrovolníků Hiwi řekl vyšetřovatelům z NKVD:
| „ | Rusy lze v německé armádě rozdělit do tří kategorií. První - vojáci mobilizovaní německými jednotkami, tzv. kozácké oddíly, které jsou připojeny k německým divizím. Druhá - Hilfswillige [dobrovolníci], kteří se skládají z místních lidí nebo ruských vězňů, kteří se dobrovolně přihlásili, nebo těch vojáků Rudé armády, kteří k Němcům dezertovali. Tato kategorie nosí plnohodnotné německé uniformy s vlastními hodnostmi a odznaky. Jedí jako němečtí vojáci a jsou přiřazeni k německým plukům. Třeti - ruští vězni, kteří dělají špinavé práce, kuchyně, stáje atd. S těmito třemi kategoriemi se zachází různými způsoby, přičemž nejlepší zacházení je přirozeně vyhrazeno dobrovolníkům. | “ |

Sovětské úřady označovaly Hiwi jako „bývalé Rusy“ bez ohledu na okolnosti proč se přidali nebo jejich osud v rukou tajné policie NKVD. Po válce se tisíce pokusily vrátit do svých domovů v SSSR. Stovky lidí byly zajaty a stíhány, obviněny ze zrady, a proto byly od začátku soudního řízení vinny z porušení branné povinnosti. Většina z nich byla odsouzena do gulagu a propuštěna na základě Chruščovovy amnestie z roku 1955.

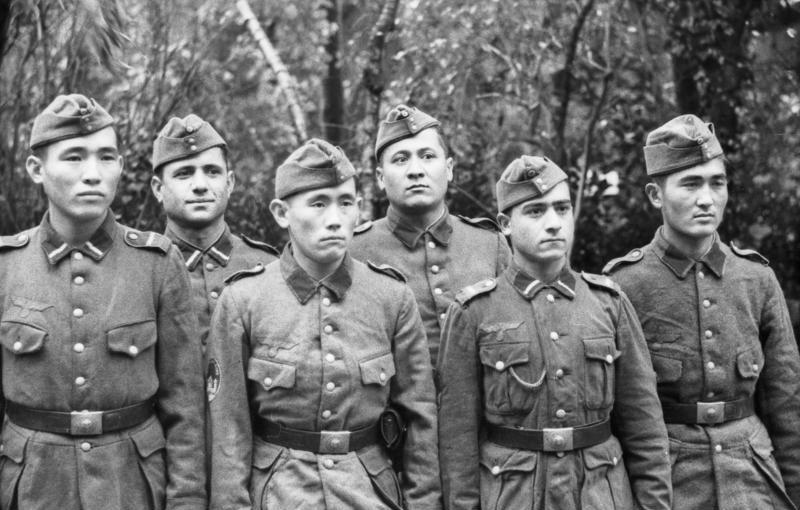
Příslušníci Turkické legie v německých uniformách ve Francii, 1943

Spoléhání se na Hiwi odhalilo propast mezi nacistickými ideology a pragmatickými veliteli německé armády. Nacističtí vůdci včetně Adolfa Hitlera považovali všechny Slovany za podlidi, a proto měli omezenou hodnotu i jako dobrovolníci. Na druhé straně byla pracovní síla nutná a německá zpravodajská služba uznala potřebu rozdělit sovětské státní příslušníky. Rozpor byl někdy maskovaný překlasifikováním Slovanů na kozáky. Plukovník Helmuth Groscurth (náčelník štábu XI. Sboru) napsal generálovi Beckovi: „Je znepokojující, že jsme nuceni posílit naše bojové jednotky ruskými válečnými zajatci, ze kterých se už stávají střelci. Je to zvláštní stav, že „bestie“, proti nimž jsme bojovali, s námi nyní žijí v nejužší harmonii.“ Hiwi mohli tvořit jednu čtvrtinu síly v přední linii 6. armády, což představovalo více než 50 000 slovanských pomocných jednotek sloužících u německých vojsk.